# Ottenhofen
Ottenhofen er en kommune i Landkreis Erding i Regierungsbezirk Oberbayern i den tyske delstat Bayern. Den er en del af Verwaltungsgemeinschaft Oberneuching.

## Geografi
Ottenhofen ligger i Region München i dalen til floden Sempt cirka 11 km syd for Erding, 23 km fra Flughafen München, 26 km vest for Dorfen, 18 km nord for Ebersberg og 28 km fra delstatshovedstaden München .
I kommunen er der ud ove Ottenhofen landsbyerne Unterschwillach, Siggenhofen og Herdweg.